# 韦塞林·武科维奇
韦塞林·武科维奇（羅馬化：Veselin Vuković，1958年12月19日—），塞尔维亚男子手球运动员。他曾代表南斯拉夫国家队参加1984年夏季奥林匹克运动会手球比赛，获得一枚金牌。